# Pseudosesia zoniota
Pseudosesia zoniota is een vlinder uit de familie wespvlinders (Sesiidae), onderfamilie Sesiinae.
Pseudosesia zoniota is voor het eerst wetenschappelijk beschreven door Turner in 1922. De soort komt voor in het Australaziatisch gebied.